# Griechische Badmintonmeisterschaft 2025
Die Griechische Badmintonmeisterschaft 2025 fand vom 7. bis zum 9. März 2025 in Lavrio statt. 

## Medaillengewinner
| Disziplin    | Gold                                              | Silber                               | Bronze                                      |
| ------------ | ------------------------------------------------- | ------------------------------------ | ------------------------------------------- |
| Herreneinzel | Paschalis Melikidis                               | Evangelos Stavros Anastasiou         | Orestis Chotoumanidis                       |
| Herreneinzel | Paschalis Melikidis                               | Evangelos Stavros Anastasiou         | Axilleas Tsartsidis                         |
| Dameneinzel  | Grammatoula Sotiriou                              | Melina Maria Anastasiou              | Maria Kasapi                                |
| Dameneinzel  | Grammatoula Sotiriou                              | Melina Maria Anastasiou              | Iryna Sain                                  |
| Herrendoppel | Paschalis Melikidis Axilleas Tsartsidis           | George Galvas Theodoros Papadopoulos | Charalambos Karabelas Konstantinos Bouras   |
| Herrendoppel | Paschalis Melikidis Axilleas Tsartsidis           | George Galvas Theodoros Papadopoulos | Polizois Polizoakis Orestis Chotoumanidis   |
| Damendoppel  | Melina Maria Anastasiou Grammatoula Sotiriou      | Maria Kasapi Christina Mavromatidou  | Ioanna Karetsa Fevronia Sarougiannidou      |
| Damendoppel  | Melina Maria Anastasiou Grammatoula Sotiriou      | Maria Kasapi Christina Mavromatidou  | Elizabeth Theofylaktidou Zoi Pisios         |
| Mixed        | Evangelos Stavros Anastasiou Grammatoula Sotiriou | Marios Michael Boulios Maria Kasapi  | Polizois Polizoakis Fevronia Sarougiannidou |
| Mixed        | Evangelos Stavros Anastasiou Grammatoula Sotiriou | Marios Michael Boulios Maria Kasapi  | Aggelos Kalligas Christina Mavromatidou     |